# Polythysana
Polythysana is een geslacht van vlinders van de familie nachtpauwogen (Saturniidae), uit de onderfamilie Hemileucinae.

## Soorten
- P. apollina R. Felder & Rogenhofer, 1874
- P. cinerascens (Philippi, 1859)
- P. rubrescens (Blanchard, 1852)